# Dante Caputo
Dante Mario Antonio Caputo (Buenos Aires, 25 de novembro de 1943 - Buenos Aires, 20 de junho de 2018) foi um politólogo e político argentino, que ocupou a Chancelaria durante todo o governo de Raúl Alfonsín (1983-1989), destacando-se no campo político, diplomático e acadêmico nacional e internacional.
Filho de imigrantes italianos provenientes de Viggianello, na região da Basilicata, graduou-se em Ciência Política na Universidad del Salvador, em Buenos Aires, no ano de 1966. Em 1967 concluiu sua pós-graduação em Relações Internacionais na Fletcher School of Law and Diplomacy em Boston. Em 1972 obteve o doutorado em sociologia política na Universidade de Paris, com a tese "Estado y alianzas políticas en Argentina 1930-1958", defendida diante de uma banca integrada por Alain Touraine e Celso Furtado.
Entre junho de 2001 e setembro de 2004 dirigiu o Projeto Regional sobre Desenvolvimeno Democrático na América Latina do PNUD.
No segundo semestre de 2005, foi enviado especial da OEA na Nicarágua para resolver a crise política que ameaçava a democracia no país, conseguindo restablecer o diálogo entre o governo, os liberais e os sandinistas, visando as eleições presidenciais do ano seguinte.
De 2006 a 2009, foi Secretário Executivo para Assuntos Políticos da OEA.
Foi também membro do Conselho Diretor da Assembléia Permanente para os Direitos Humanos da Argentina.
Morreu em 20 de junho de 2018, aos 74 anos, em Buenos Aires.
- Commons